# سیارک ۱۱۰۰۱
سیارک ۱۱۰۰۱ (به انگلیسی: 11001 Andrewulff، نامگذاری:1979MF) یازده هزار و یکمین سیارک کشف شده‌است که در ۱۶ ژوئن ۱۹۷۹ کشف شد.